# Сезонско алергијско запаљење вежњаче ока
Сезонско алергијско запаљење вежњаче ока једно је од обољење ока које се чешће јавља код особа које имају неку од алергијских болести. Симптоми се јављају везано за сезону алергена (нпр у време цветања биљака), а оно што разликује алергијски од акутног, вирусног или бактеријског коњунктивитиса је интензиван свраб у очима.  Болест обично захвата оба ока и најчешће је праћена натеченим капцима.

## Етиологија
Болест се обично јавља када вежњача дође у додир са алергенима који се сезонски налазе у ваздуху. Обично се ради о полену и семену трава. Врло често људи који имају овакву алергију имају и алергијски ринитис.

## Патофизиологија
Сезонско алергијско запаљење вежњаче ока представља неуобичајен и непримерен одговор имуног система организма на разноврсне антигене са којима је организам дошао у додир. Антиген је било која супстанца коју организам препознаје као „страну”, а самим тим и потенцијално штетну, и против ње ствара антитела, као неку врсту одбрамбеног механизма који нам омогућава заштиту од свега што организам сматра опасним.
Према томе алергени су антигени који изазивају алергијске болести, које настају након додира алергена и организма, и у којима се организам брани производњом заштитних антитела, имуноглобулина, који су специфични за сваки алерген (зато је и свака алергијска болест специфична). 
Реакција између алергена и специфичног антитела назива се алергијском реакцијом. Она у зависно о врсти ткива у којем се одвија алергијска реакција, ослобађаа многобројне и разноврсне материје (хистамин, протеаза, хепарин, фактор активације тромбоцита, итд), које потом оштећују и/или разарају ткиво и одговорне су за настанак симптома алергијских болести ока.
Време потребно да се развије преосетљивост на антиген, односно да организам створи антитела и да се алергијска болест коњуктиве манифестује, назива се период сензибилизација, и може различито да треаје.

## Клиничка слика
Најчешћи симптоми и знаци ове болести која захвата оба ока (који се за разлику од други неалергијских запаљења вежњаче обично се јављају једнострано), су:
- Лак оток подручја око очију,
- Црвенило, свраб и сузење очиу.

Клиничка слика је често праћена и симптомима од стране носа као што је: оток носне слузнице, кијање, цурење из носа и свраб.

## Дијагноза
Како је свака алергијска реакција изазвана  посебним алергеном, главни циљ дијагнозе је проналажење тога алергена. Алерген може бити биљка која расте у одређеном периоду године, попут траве или полена или нека друга материја као нпр. псеће длаке, лекова или хране. Како алерген може изазвати алергијску реакцију када дође у додир са кожом или оком, када је удахнут, поједен или убодом унесен у кожу, пажљивом сарадњом лекара и пацијената треба дијагностички утврдити пут уноса алергена у организам.
Крвни тестови
Тестови могу помоћи при одређивању да ли су симптоми повезани с алергијом и који је алерген одговоран. Узорак крви може садржати мноштво еозинофила, врсте крвних ћелија које се у повећаном броју налазе код многих алергијских реакција.  
Данас се најчешће користе тестови из крви за одређивање укупне количине ИгЕ антитела (РИСТ), или ниво специфичних ИгЕ антитела на одређене алергене (РАСТ).
- Одређивање укупних ИгЕ антитела у крви (РИСТ), заснова се на чињеници да се количина ИгЕ антитела у серуму здравих особа мења током живота и да може бити повећана код алергијских, паразитских и злоћудних болести.
- Одређивање специфичних ИгЕ антитела у крви (РАСТ), омогућава утврђивање количине специфичних ИгЕ антитела, која се  стварају у телу болесника на појединачне алергене (инхалаторним или нутритивне). Ове вредности изражавају се најчешће у мерним јединицама IU/ml.

| Разред | Специфични ИгЕ (IU/ml) | Тумачење резултата специфичних ИгЕ |
| ------ | ---------------------- | ---------------------------------- |
| 0      | 0,00 - 0,34            | Није мерљив ниво ИгЕ               |
| 1      | 0,35-0,69              | Минимална количина ИгЕ             |
| 2      | 0,70-3,49              | Мала количина ИгЕ                  |
| 3      | 3,50- 17,49            | Умерена количина ИгЕ               |
| 4      | 17,90- 49,90           | Велика количина ИгЕ                |
| 5      | 50,00-100,0            | Врло велика количина ИгЕ           |
| 6      | > 100                  | Изузетно велика количина ИгЕ       |

Кожни тестови
Кожни тестови су најбољи за одређивање врсте алергена. За кожне тестове, праве се разблажени раствори екстраката дрвећа, трава, полена, прашина, животињских длака, отрова инсекта, хране и појединих лекова, који се појединачно, у малим количинама наносе на или у кожу пацијента. Ако је особа алергична на једну или више тих материја, место на којем је иницирана та супстанца развија се оток и осип (налик на уртикарију уз околно црвенило) унутар 15 до 20 минута. 
Радиоалергосорбент тест.
Када се кожно тестирање не може извести или је опасно, због бурне реакције, може се користити радиоалергосорбент тест. Радиоалергосорбент тест (РАСТ) мери нивоа ИгЕ специфичних за поједине алергене у крви, што може помоћи при дијагнози алергијске кожне реакције, сезонске алергијске упале носне слузокоже  или алергијске астме.
Оба су теста високо специфична и тачна, премда је кожни тест обично нешто мало тачнији и често, јефтинији а резултати се могу очитати одмах.

## Терапија
Излечење сезонског алергијског коњуктивитис постиже се идентификацијом одговорног алергена и десензибилизација организма, али је у пракси то врло тешко постићи јер велики број алергена може бити узрок настанака алергијске реакције. Смиривање симптома болести најчешће се постиже локалном применом антихистаминика и нестероидних антиинфламаторних лекова. 
Међутим, централно место у терапији имају:
- Сстабилизатори мембране мастоцита (кромолини, лодоксамид, кеторолак и левокабастиндин, натријум хромогликат, лодокамид) чији је терапијски ефекат значајан, а примена могућа у току дужег временског периода без нежељених дејстава.
- Кортикостероидима - чија примена је препоручена само за тешке клиничке форме ове болести, за ограничени временски период (неколико недеља) уз пажљиви надзор, јер могу изазвати повишени притисак у очима, мрену и опортунистичке инфекције.